# Amoklauf von Uherský Brod
Bei dem Amoklauf von Uhersky Brod erschoss der 63-jährige Zdeněk Kovář am 24. Februar 2015 acht Menschen und sich selbst.

## Tathergang
Der Schütze drang gegen 12:30 Uhr in die Gaststätte Družba im tschechischen Ort Uherský Brod ein und schoss sofort mit zwei Waffen (einer Brünner M 75 und einem Alfa 820-Revolver) um sich. Zum Zeitpunkt des Überfalls sollen sich etwa 20 Menschen in dem Restaurant aufgehalten haben – zwei weitere Gaststätten verwarf der Schütze zuvor, vermutlich waren sie nicht gut genug besetzt. Kovář habe bis zu 25 Schüsse abgegeben und tötete eine 43-jährige Frau und sieben Männer im Alter zwischen 27 und 66 Jahren. Anschließend nahm er Kontakt zu einem Fernsehsender auf, behauptete, Geiseln in seiner Gewalt zu haben und beschoss Polizeibeamte, welche daraufhin auf das Eintreffen der Spezialeinheit warteten. Als diese gegen 14:00 Uhr eintraf, erschoss er sich selbst.

## Einordnung
Es handelte sich bis dahin um einen der zwei schwersten Fälle von Massenmord im Tschechien der Nachkriegszeit, gemeinsam mit dem Fall von Olga Hepnarová am 10. Juli 1973. Die Motive des Täters sind noch ungeklärt; vermutet wird, dass der Täter zum Tatzeitpunkt geistig verwirrt war.
Die Tat warf eine Debatte über eine mögliche Verschärfung des tschechischen Waffenrechts auf. Während einige Politiker erklärten, dass die bestehenden Regelungen ausreichend seien, forderten andere häufigere psychologische Tests für Waffenbesitzer. Momentan sind 5- bis 10-jährige Intervalle zwischen psychologischen Gutachten verpflichtend und das Nichtbestehen führt zum Entzug der Waffenlizenz. Die Polizei hat jedoch das Recht, in Einzelfällen auf kürzeren Zeiträumen zu bestehen. Der Täter von Uherský Brod soll bereits zuvor im Familienkreis und Wohnumfeld auffällig gewesen sein, weshalb die Polizei ihn in der Woche vor der Tat aufgefordert hatte, neue Gesundheitsunterlagen für seine im Januar 2015 erneuerte Waffenlizenz beizubringen.